# Piero Molino
Piero Molino (Torino, 1907 – 1997) è stato un giornalista italiano, decano del giornalismo nazionale sportivo e non solo e importante figura della cultura torinese e nazionale.
È stato inviato sportivo della Gazzetta del Popolo, capo cronista a Gazzetta Sera, direttore del quotidiano Piemonte Sera. Inoltre ha diretto Hurrà Juventus, storica rivista del club calcistico torinese. È stato fondatore del Piemonte Artistico Culturale, l'Unione Stampa Sportiva Italiana, il Circolo della Stampa, storico circolo di Torino. È stato direttore dell'Unione Stenografica Italiana Cima e ha trascorso venti anni alla direzione del Circolo degli Artisti di Torino.
Ha collaborato per anni con la società Juventus, diventando celebre per una scommessa con Giampiero Boniperti, e anche con il Torino Football Club, l'altra squadra di Torino, collaborando insieme ad altri giornalisti alla stesura di testi in ricordo del Grande Torino.
Nella sua carriera giornalistica ha ottenuto vari riconoscimenti, tra i quali: Grand'Ufficiale, Stella d'Oro al Merito Sportivo del C.O.N.I. e "Gentiluomo dello Sport" dell'A.N.A.A.I. (Associazione Nazionale Atleti Azzurri Italia).

## La scommessa con Boniperti
La scommessa che ha reso celebre Piero Molino riguardava un incontro della Juventus impegnata in una trasferta ad Udine. Piero Molino, pronosticava una facile vittoria, mentre lo scaramantico ex centravanti juventino Boniperti era di parere contrario: la posta in palio erano cinque cravatte che il perdente della scommessa avrebbe dovuto regalare al vincitore
Quella volta in Friuli vinse la Juve, ma i giorni passarono senza che Boniperti onorasse l'impegno nonostante le ripetute sollecitazioni del giornalista. Infine, dopo tre mesi di insistenze, giunse sulla scrivania di Molino un sobrio pacchetto di carta contenente cinque cravatte dai colori impossibili, del tipo che a quel tempo i venditori cinesi vendevano per le strade di Torino.